# Straža, Šentrupert
Straža este o localitate din comuna Šentrupert, Slovenia, cu o populație de 122 de locuitori.